# Дейв Боєс
Дейв Боєс (англ. Dave Boyes, 26 серпня 1964) — канадський академічний веслувальник.
Срібний призер Олімпійських Ігор 1996 року в складі розпашної четвірки без стернового легкої ваги.